# Amara schwarzi
Amara schwarzi är en skalbaggsart som beskrevs av Hayward. Amara schwarzi ingår i släktet Amara och familjen jordlöpare. Inga underarter finns listade i Catalogue of Life.